# Waynesboro, Mississippi
Waynesboro là một thành phố thuộc quận Wayne, tiểu bang Mississippi, Hoa Kỳ. Năm 2010, dân số của thành phố này là 5 043 người.

## Dân số
- Dân số năm 2000: 5 780 người.
- Dân số năm 2010: 5 043 người.